# IBM Cloud
IBM Cloud（アイビーエムクラウド）はIBMのクラウドサービスのブランド名。2017年11月に従来のBluemixブランドが、IBM Cloudブランド名称に変更された。

## 概要
IBM CloudはIBMによるクラウドコンピューティングサービスで、以下を強みとして設計された。
- Designed for your Data
- Ready for AI
- Secure to the Core

主なサービスには以下がある。
- PaaS - クラウド・アプリケーションの構築、導入、管理を迅速に行える環境。（旧称 Bluemix）
- IaaS - 世界約60のデータセンター。ベアメタルも選択可能。（旧称 Bluemix Infrastructure、SoftLayer）

2017年11月より、無償・無期限でWatson APIを含めた限定的な使用が可能なIBM Cloudライト・アカウントを開始。